# 新瑞典 (明尼蘇達州)
新瑞典（英語：New Sweden）是美國明尼蘇達州尼科萊特縣新瑞典鎮区（New Sweden Township）一個非建制地區，鄰近22號明尼蘇達州州道（Minnesota State Highway 22）和111號明尼蘇達州州道（Minnesota State Highway 111）交叉路口，海拔高度約為304米（997英尺），當地因為首批移民均來自歐洲國家瑞典而得名。另外該處曾經在1884年開設一所名為「新瑞典」的郵政局，但後來已於1905年關閉。